# Nonka Matova
Nonka Dečeva Šaratova, coniugata Matova (in bulgaro Нонка Дечева Шатарова-Матова?; Plovdiv, 20 ottobre 1954), è una tiratrice a segno bulgara.
Vanta sei partecipazioni ai Giochi olimpici e una medaglia conquistata nel tiro a segno.

## Palmarès
- Giochi olimpici

Barcellona 1992: oro nella carabina 3 posizioni da 50 m.